# Ute (rod)
Ute, rod morskih spužava iz porodice Grantiidae, red Leucosolenida, kojemu pripada devet priznatih vrsta. Prva vrsta pod imenom ovog roda spominje se Ute ensata (Bowerbank, 1858), koja kasnije uključena u rod Aphroceras. Rod je opisan 1862 godine, a posljednja vrsta koja pripada ovom rodu otkrivena je u Velikom koraljnom grebenu pred obalom Australije a opisana je 2003.

## Vrste
- Ute ampullacea Wörheide & Hooper, 2003, Australija (Veliki koraljni greben)
- Ute armata Hozawa, 1929, Japan
- Ute glabra Schmidt, 1864, obale Norveške, Velike Britanije, Jadran
- Ute gladiata Borojevic, 1966, Irska i Velika Britanija
- Ute pedunculata Hozawa, 1929, Japan
- Ute spenceri Dendy, 1893, obale Australije
- Ute spiculosa Dendy, 1893, obale Australije
- Ute syconoides (Carter, 1886); obale Australije i Novog Zelanda
- Ute viridis Schmidt, 1868; prisutna je samo na melenom području pred južnom obalom Francuske u zapadnom Mediteranu.

## Sinonimi
- Ute argentea Poléjaeff, 1883 = Uteopsis argentea (Poléjaeff, 1883)
- Ute capillosa Schmidt, 1862 = Grantia capillosa (Schmidt, 1862)
- Ute chrysalis Schmidt, 1864 = Amphoriscus chrysalis (Schmidt, 1864)
- Ute ensata (Bowerbank, 1858) = Aphroceras ensata (Bowerbank, 1858)
- Ute utriculus Schmidt, 1869 = Sycandra utriculus (Schmidt, 1869)